# Albert Marty
Pour les articles homonymes, voir Marty.
Albert Marty, né le 4 novembre 1907 à Fontanes et mort le 17 avril 1984 à Toulouse, est un militaire et résistant français, Compagnon de la Libération. Vétéran des troupes de marine, il se rallie à la France libre en 1940 et participe à toutes les campagnes de la 2e division blindée puis prend sa retraite militaire après un court passage en Extrême-Orient.

## Biographie

### Jeunesse et engagement
Albert Marty naît à Fontanes, dans le Lot, le 4 novembre 1907. En 1928, il s'engage au 16e régiment de tirailleurs sénégalais (16e RTS) de Montauban et est promu caporal puis sergent au bout de seulement un an de service. Muté en juin 1929 au Régiment d'infanterie coloniale du Maroc, il sert deux ans en Afrique avant de revenir au 16e RTS en décembre 1931. De retour sur le continent africain en septembre 1933, il est affecté au 2e régiment de tirailleurs sénégalais au Soudan français où il est promu sergent-chef. Il est ensuite muté au 15e régiment de tirailleurs sénégalais en octobre 1936 puis aux forces de police du Cameroun français en août 1938.

### Seconde Guerre mondiale
Toujours en poste dans la police camerounaise au début de la Seconde Guerre mondiale, il apprend l'armistice du 22 juin 1940 et décide de rallier dès que possible les forces françaises libres, ce qu'il parvient à faire lors du ralliement du Cameroun à la France libre obtenu par le capitaine Leclerc le 27 août 1940. Promu adjudant, il intègre la Colonne Leclerc et participe à la campagne du Gabon en novembre. 
En décembre 1941, après avoir été promu sous-lieutenant, il prend part à la guerre du désert et combat au Fezzan et en Tripolitaine. Toujours dans les rangs de la colonne Leclerc, devenue entretemps la Force L, il est promu lieutenant et participe à la campagne de Tunisie jusqu'en mai 1943. Après une période de stationnement en Libye et au Maroc où la Force L devient la 2e division blindée (2e DB), Albert Marty gagne l'Angleterre en mai 1944 où la division se prépare à débarquer en France. Membre du 22e groupe colonial de forces terrestres antiaériennes, il débarque avec des éléments de la 2e DB à Grandcamp-Maisy le 1er août 1944. 
Suivant l'avancée des troupes alliées, il est engagé dans la bataille de Normandie puis participe à la Libération de Paris en août 1944. À l'automne suivant, il prend part à la bataille de Vosges au cours de laquelle il se distingue le 23 septembre à Flin lorsqu'il organise l'évacuation des blessés après un violent bombardement subit par sa batterie. Toujours avec la 2e DB, il participe ensuite à la bataille d'Alsace où sa batterie parvient à abattre un appareil allemand, puis à la campagne d'Allemagne jusqu'à la fin de la guerre.

### Après-Guerre
Volontaire pour servir dans le corps expéditionnaire français en Extrême-Orient, il est muté au Régiment de marche du Tchad qui intègre le groupement de marche de la 2e division blindée. Promu capitaine, il débarque à Saïgon en octobre 1945 et combat dans le sud du Viêt Nam jusqu'en janvier 1946. Il prend sa retraite militaire en juillet de la même année et se retire dans sa ville natale.
Albert Marty meurt le 17 avril 1984 à Toulouse et est inhumé à Fontanes.

## Décorations
|  |  |  |  |  |  |
|  |  |  |  |  |  |

| Officier de la Légion d'honneur | Officier de la Légion d'honneur | Officier de la Légion d'honneur | Compagnon de la Libération Par décret du 13 juillet 1945 | Compagnon de la Libération Par décret du 13 juillet 1945 | Compagnon de la Libération Par décret du 13 juillet 1945 | Croix de guerre 1939-1945               | Croix de guerre 1939-1945               | Croix de guerre 1939-1945               |                                         |                                         |                                         |
| Médaille coloniale              | Médaille coloniale              | Médaille coloniale              | Médaille coloniale                                       | Médaille coloniale                                       | Médaille coloniale                                       | Presidential Unit Citation (États-Unis) | Presidential Unit Citation (États-Unis) | Presidential Unit Citation (États-Unis) | Presidential Unit Citation (États-Unis) | Presidential Unit Citation (États-Unis) | Presidential Unit Citation (États-Unis) |